# Papua-neuguineische Fußballnationalmannschaft der Frauen
Die papua-neuguineische Fußballnationalmannschaft der Frauen repräsentiert den unabhängigen Inselstaat Papua-Neuguinea im internationalen Frauenfußball. Die Nationalmannschaft ist dem papua-neuguineischen Fußballverband unterstellt. Die Mannschaft ist nach dem Wechsels Australien zur AFC hinter Neuseeland die zweitbeste Mannschaft in Ozeanien. 2022 konnte die Mannschaft – als Rekordsieger Neuseeland nicht teilnahm – nach drei Vizemeisterschaften, bei denen immer gegen Neuseeland verloren wurde, und fünf dritten Plätzen erstmals die Ozeanienmeisterschaft gewinnen.

## Geschichte
Papua-Neuguinea ist Mitglied des Weltfußballverbandes FIFA sowie des Regionalverbandes OFC. Bisher ist es der Mannschaft noch nicht gelungen, sich für eine Fußball-Weltmeisterschaft zu qualifizieren. Ihr erstes offizielles Spiel machten sie bei der Ozeanienmeisterschaft 1989, obwohl das eigentlich schon bei der OFC-Meisterschaft 1986 geplant war. Doch wurde die Mannschaft kurz vor Beginn dieses Turniers zurückgezogen, so dass die neuseeländische Nationalmannschaft zwei Mannschaften (ein A- und B-Team) in ein OFC-Turnier schickte.

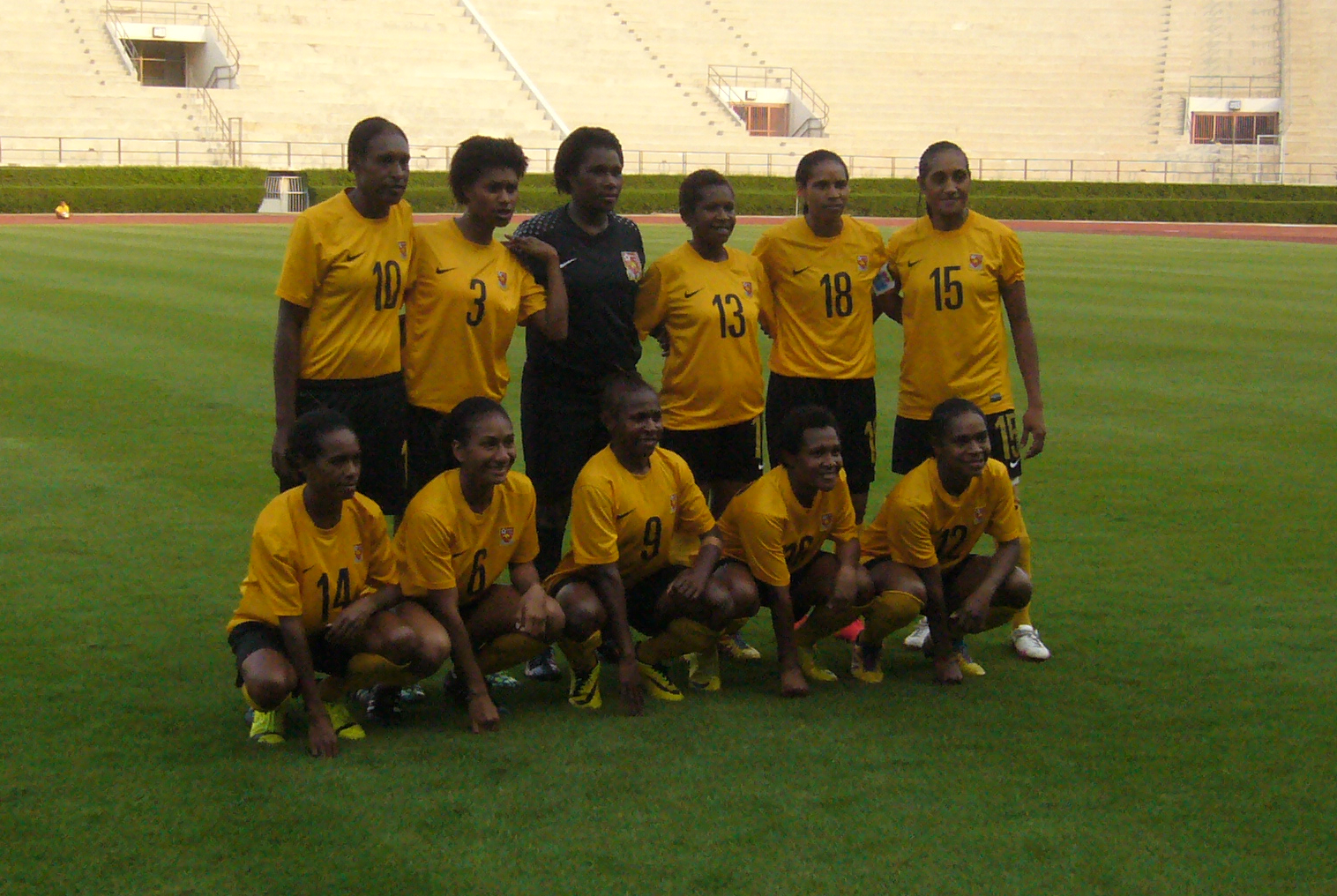
Vor dem Länderspiel gegen Thailand, März 2015

Durch den Übertritt Australiens zum AFC ist die Papua-neuguineische Mannschaft zur zweiten Kraft in Ozeanien geworden, der Abstand zu Neuseeland ist aber noch groß, wie die 0:11-Niederlage im Finale der Ozeanienmeisterschaft 2010 zeigt. Auch in der Qualifikation für die Olympischen Spiele in London trafen beide in den play-off-Spielen aufeinander. Durch vier Siege gegen andere ozeanische Mannschaften konnte sich Papua-Neuguinea für diese Spiele qualifizieren und sich dadurch im März 2012 erstmals in den Top 50 der FIFA-Weltrangliste platzieren. In den play-off-Spielen gegen Neuseeland zeigte sich aber erneut der Leistungsunterschied. Mit 0:8 und 0:7 wurden die Spiele verloren.
Bei der Ozeanienmeisterschaft 2022 wurde Papua-Neuguinea, ohne der Teilnahme Neuseelands, erstmals Ozeanienmeister. Durch diesen Titel qualifizierte man sich für das interkontinentale Play-off-Turnier, scheiterten jedoch an Panama.

## Weltmeisterschaften
| - 1991: nicht qualifiziert - 1995: nicht qualifiziert - 1999: nicht qualifiziert - 2003: nicht qualifiziert - 2007: nicht qualifiziert | - 2011: nicht qualifiziert - 2015: nicht qualifiziert - 2019: nicht qualifiziert - 2023: nicht qualifiziert |

## Ozeanienmeisterschaften
| - 1983: keine Teilnahme (Es gab noch kein Team) - 1986: Trotz Meldung keine Teilnahme - 1989: Vierter - 1991: Dritter - 1994: Dritter - 1998: Dritter | - 2003: Dritter - 2007: Vizemeister - 2010: Vizemeister - 2014: Vizemeister - 2018: Dritter - 2022: Sieger |

## Olympische Spiele
| - 1996: nicht qualifiziert - 2000: nicht qualifiziert - 2004: nicht qualifiziert - 2008: nicht qualifiziert | - 2012: nicht qualifiziert - 2016: nicht qualifiziert - 2020: nicht qualifiziert - 2024: nicht qualifiziert |

## Länderspiele

### Letzte/nächste Spiele
| Datum      | Ergebnis | Gegner             |   | Austragungsort    | Anlass                                            | Bemerkungen |
| ---------- | -------- | ------------------ | - | ----------------- | ------------------------------------------------- | ----------- |
| 19.02.2023 | 0:2      | Panama             | * | North Shore (NZL) | Interkontinentales WM-Play-off-Turnier Halbfinale |             |
| 23.02.2023 | 0:5      | Chinesisch Taipeh  | * | North Shore (NZL) | Freundschaftsspiel                                |             |
| 17.11.2023 | 9:0      | Amerikanisch-Samoa | * | Honiara (SOL)     | Pazifikspiele 2024                                |             |
| 20.11.2023 | 3:0      | Cookinseln         | * | Honiara (SOL)     | Pazifikspiele 2024                                |             |
| 23.11.2023 | 2:2      | Neukaledonien      | * | Honiara (SOL)     | Pazifikspiele 2024                                |             |
| 27.11.2023 | 5:1      | Samoa              | * | Honiara (SOL)     | Pazifikspiele 2024 Halbfinale                     |             |
| 01.12.2023 | 4:1      | Fidschi            | * | Honiara (SOL)     | Pazifikspiele 2024 Finale                         |             |
| 07.02.2024 | 1:1      | Salomonen          | * | Apia (WSM)        | Olympia Qualifikation                             |             |
| 10.02.2024 | 3:4      | Fidschi            | * | Apia (WSM)        | Olympia Qualifikation                             |             |
| 13.02.2024 | 9:0      | Amerikanisch-Samoa | * | Apia (WSM)        | Olympia Qualifikation                             |             |